# Styloleptus cubanus
Styloleptus cubanus es una especie de escarabajo longicornio del género Styloleptus, tribu Acanthocinini, subfamilia Lamiinae. Fue descrita científicamente por Fisher en 1926.

## Descripción
Mide 4,5-6,8 milímetros de longitud.

## Distribución
Se distribuye por Cuba.